# Stadion Gò Đậu
Stadion Gò Đậu (wiet. Sân vận động Gò Đậu) – wielofunkcyjny stadion w Thủ Dầu Một, w Wietnamie. Może pomieścić 18 250 widzów. Swoje spotkania rozgrywają na nim piłkarze klubu Bình Dương FC. Obiekt będzie także jedną z aren piłkarskiego Pucharu Azji kobiet 2014 (odbędą się na nim dwa spotkania fazy grupowej turnieju).